# Timbiras
Timbiras is een gemeente in de Braziliaanse deelstaat Maranhão. De gemeente telt 26.909 inwoners (schatting 2009).
De gemeente grenst aan Codó, Coroatá, Vargem Grande en Chapadinha.